# Freak Street

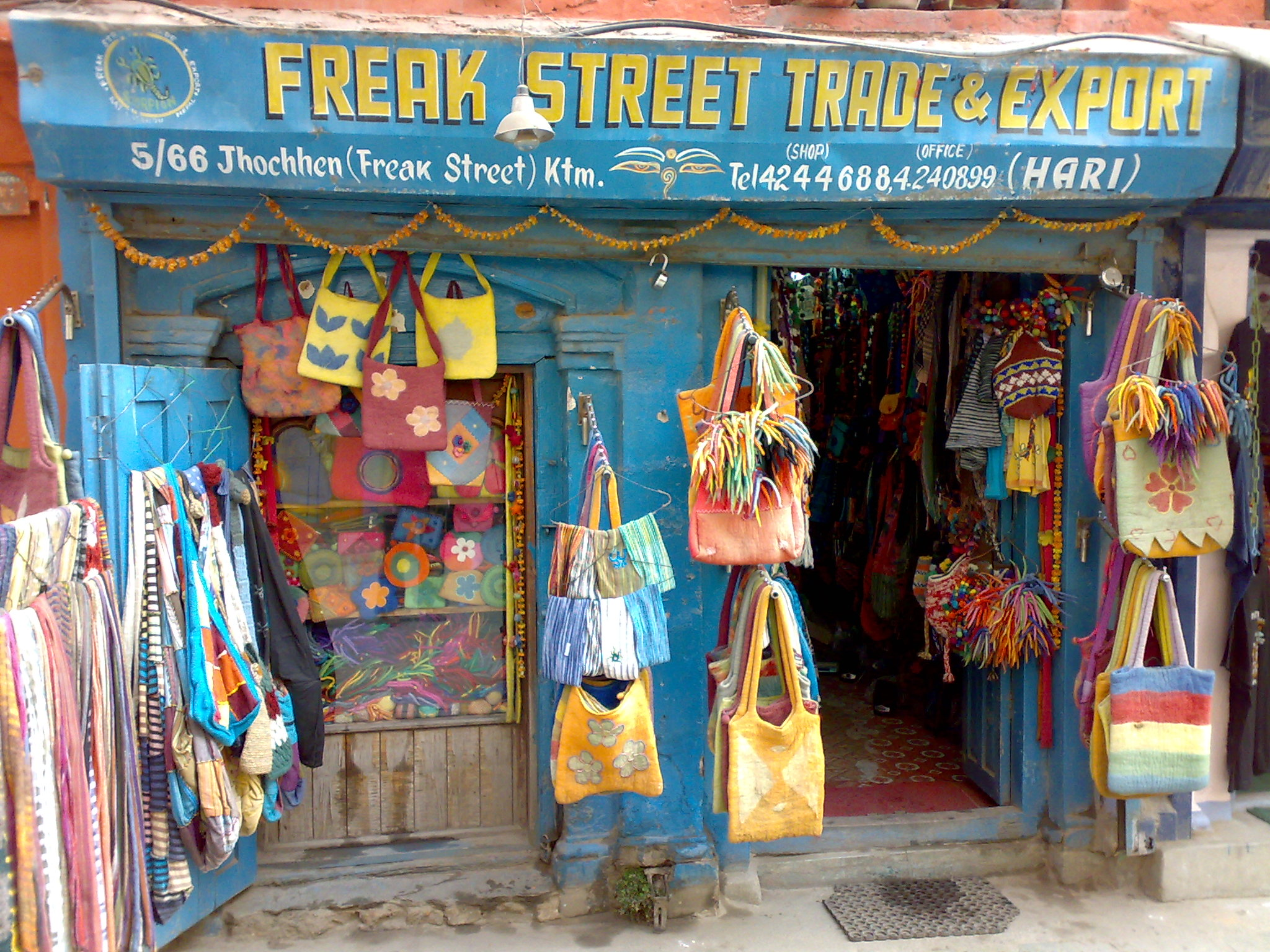
Loja em Freak Street (2009)

A Jhochhen Tole (conhecida como Freak Street desde a década de 1960 ou, mais recentemente, Old Freak Street) é uma pequena rua situado no centro de Catmandu, a capital do Nepal. Situada a sul da praça Darbar, o nome deve-se ao facto de ser naquela rua e na área em redor que a maioria dos hippies (ou freaks) se alojavam e passavam o seu tempo quando estavam em Catmandu, um dos destinos da hippie trail e término da "Estrada para Catmandu" (Road to Kathmandu, RTK).
Atualmente, como antes da "descoberta e invasão" dos hippies, a área de Freak Street (Basantapur) é um local muito movimentado, onde famílias nepalesas vivem, negoceiam, vão à escola, etc., mas que tem uma história única. O centro do turismo, inclusivamente o turismo de baixo custo, deslocou-se para Thamel, um bairro situado umas centenas de metros para norte, embora ainda abundem em Freak Street as lojas de turistas, restaurantes e alguns hotéis e pensões modestas, reminiscentes dos tempos hippies.

## História

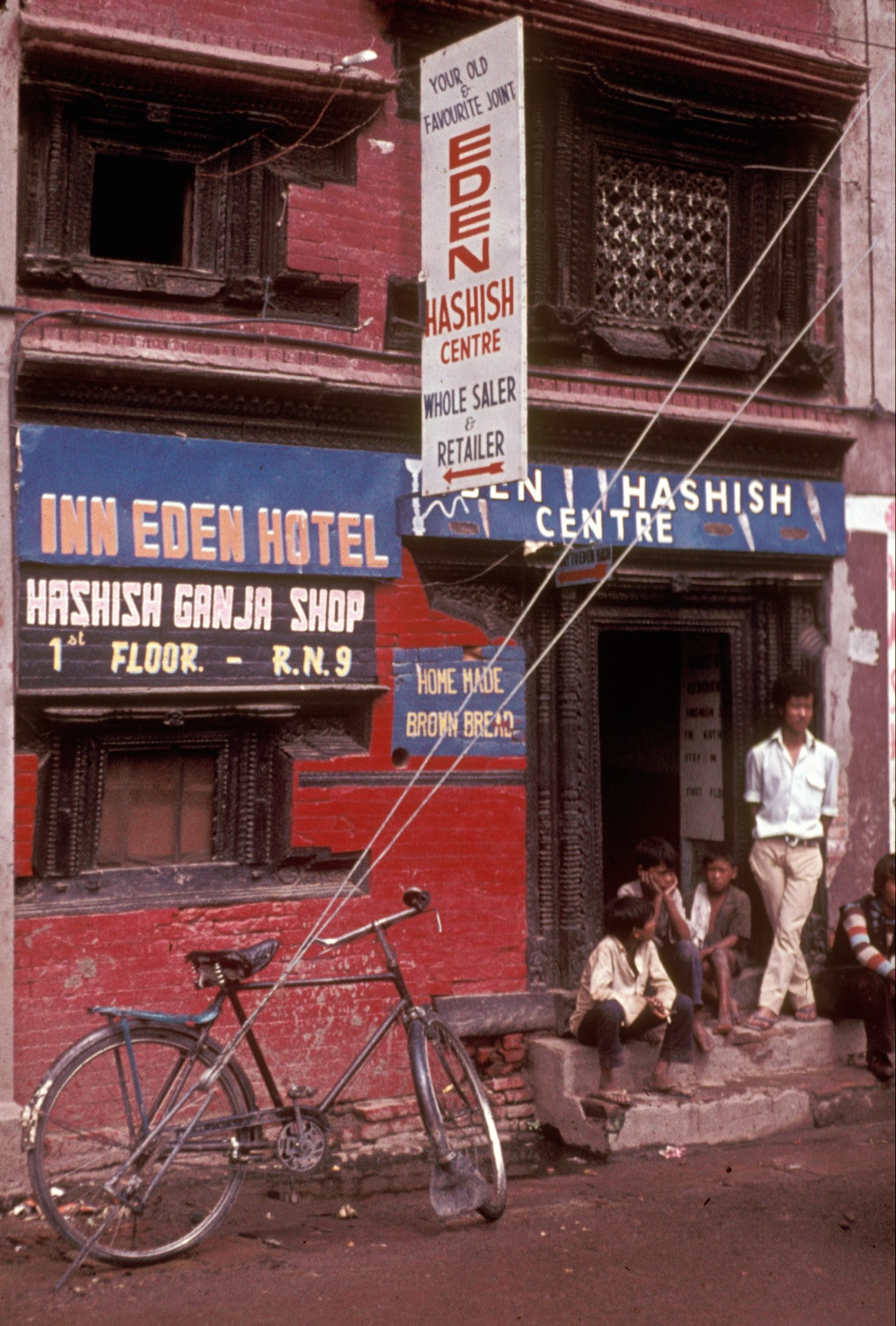
Loja de venda legal de haxixe em Thamel em 1973; na altura havia várias lojas destas em Freak Street

A Freak Street foi o epicentro hippie de Catmandu desde o início dos anos 1960 até ao final dos anos 1970. Nesse tempo, a principal atração dos turistas eram as lojas de venda legal de haxixe administradas pelo governo. Hippies de diferentes partes do mundo viajavam para Freak Street em busca de cannabis legal. Havia serviços diretos de autocarros para Freak Street no aeroporto e fronteiras, cujo mercado alvo eram os hippies que procuravam fumaças legais. Freak Street era uma espécie de nirvana hippie, já que o haxixe e marijuana eram legais e eram vendidos abertamente em lojas licenciadas pelo governo. Uma população jovem e irrequieta do Ocidente, que procurava distanciar-se das frustrações políticas e sociais, tinha contacto em primeira mão com a fascinante e exótica cultura, arte, arquitetura e estilo de vida único que se viviam então em Catmandu.
No entanto, no início da década de 1970 o governo nepalês começou a perseguir os hippies em Freak Street e a deportá-los para a Índia, em grande devido devido a pressão do governo dos Estados Unidos. O governo nepalês impôs regulamentos estritos para os turistas em relação ao modo de vestir e aparência física, o que afastou gradualmente os hippies do país, que praticamente deixou de ser visitado por hippies no final da década de 1970. Foi no âmbito dessas diretivas que a produção e venda de haxixe e marijuana foram ilegalizados no Nepal. Entretanto, o turismo hippie foi rapidamente substituído pelos negócios mais respeitáveis do trekking e do turismo cultural.
O passado e a posição privilegiada numa área de comércio no centro de Catmandu ainda fazem a Old Freak Street um destino popular entre os locais. As ruas da área são pavimentadas com grandes lajes de pedra, há inúmeras lojas cheias de peças de arte e artesanato de todas as partes do Nepal, livros antigos, lojas de tatuagens e a  área comercial e de negócios mais importante do vale de Catmandu — a New Road — fica logo ao lado.